# Greuges dels homes de Sant Pere de Graudescales
Els Greuges dels homes de Sant Pere de Graudescales és un dels primers documents escrits en llengua catalana, també conegut amb el nom de Zo són clams, que són les paraules inicials del text.
El manuscrit no té data i s'estima que és del segle xii, no més tard de la segona meitat d'aquest segle. Va ser donat a conèixer el 1903 per l'arxiver Pere Pujol entre d'altres documents de l'Arxiu Capitular i Diocesà d'Urgell, on encara es conserva.
El text recull les queixes de diversos homes de la parròquia de Sant Pere de Graudescales, que pateixen les hostilitats de membres de l'estament militar, en plena implantació del feudalisme a Catalunya.

## Text
Inici del text, segons la transcripció de Josep Moran:
| « | Zo són clams de tons los hòmens de Sen Pere de Escalens, luin ni prob, que fan a Senta Maria e al bispe e a tot lo covent, d'en B. Dezvilar e de son pare, que an la casa de Sen Pere afolada e desfeita. E ogans com, primerament, per les sues oradures e per les sues folees e per lo feit seu que zel faie fo la casa de Sen Pere trencada e robada e cremada, e no per clam de Sen Pere ni de Senta Maria de la Set. | » |